# Olympic (gruppo musicale)
Olympic è un gruppo musicale ceco fondato nel 1962. La formazione originale, cambiata più volte, comprendeva Petr Janda (voce, chitarra), Miroslav Berka (piano), Ladislav Klein (chitarra) Pavel Chrastina (basso) e František "Ringo" Čech (batteria).
Tra i successi Dej mi víc své lásky [Dammi più del tuo amore] (1965), proposta in ogni concerto, anche con arrangiamento hard rock.

## Discografia
- 1964 Big Beat - kolekce SP (společně s skupinou Mefisto) (Supraphon)
- 1968 Želva (Supraphon)
- 1969 Pták Rosomák (Supraphon)
- 1971 Jedeme jedeme (Supraphon)
- 1972 Handful (Artia)
- 1973 Olympic 4   (Supraphon)
- 1976 12 nej (Supraphon)
- 1978 Marathón  (Supraphon)
- 1978 Overhead (artia)
- 1980 Prázdniny na Zemi (Supraphon)
- 1980 Holidays on earth (artia)
- 1981 Rock'n'Roll (Artia)
- 1982 Rokenrol (Supraphon)
- 1981 Ulice  (Supraphon)
- 1982 The Street (Artia)
- 1983 Olympic v Lucerně (Supraphon)
- 1983 Akorát (Supraphon)
- 1984 Laboratoř (Supraphon)/ Laboratory (Artia)
- 1985 Kanagom (Supraphon)
- 1986 Bigbít  (Supraphon)/  Hidden In Your Mind (Artia)
- 1987 25 let (Supraphon)
- 1988 Když ti svítí zelená (Supraphon)
- 1990 Ó jé (Supraphon)
- 1992 Jako zamlada (Supraphon)
- 1993 Live - Jak se lítá vzhůru (Monitor)
- 1993 The Best Of Olympic(2CD) (Supraphon)
- 1994 Balady (Supraphon)
- 1994 Dávno BEST I.A., a.s.
- 1995 Singly a rarity (Bonton)
- 1995 Vlak co nikde nestaví Rock And Roll (1967-1990) (Bonton)
- 1995 Petr Hejduk (Bonton)
- 1995 Unplugged BEST I.A., a.s.
- 1996 Singly I. (Bonton)
- 1996 Singly II. (Bonton)
- 1997 Brejle BEST I.A., a.s.
- 1997 Ondráš podotýká (Bonton)
- 1997 Singly III. (Bonton)
- 1997 Singly IV.(Bonton)
- 1998 Singly V., VI.  (Bonton)
- 1999 Singly VII. (Sony Music/Bonton)
- 1999 Karavana BEST I.A., a.s.
- 2001 … to nejlepší z Olympicu 1 BEST I.A., a.s.
- 2001 … to nejlepší z Olympicu 2 BEST I.A., a.s.
- 2002 The Best Of Olympic(2CD) (Sony Music Bonton)
- 2003 Dám si tě klonovat BEST I.A., a.s.
- 2004 Stejskání BEST I.A., a.s.
- 2004 Zlatá edice-Želva (Supraphon)
- 2005 Zlatá edice-Pták Rosomák (Supraphon)
- 2005 Zlatá edice-Jedeme jedeme (Supraphon)
- 2006 Trilogy (3CD)   BEST I.A., a.s.
- 2006 Zlatá edice-Olympic 4 (Supraphon)
- 2006 Zlatá edice-Marathón (Supraphon)
- 2006 The Best of (Supraphon)
- 2007 Zlatá edice-Prázdniny na Zemi (Supraphon)
- 2007 Zlatá edice-Ulice (Supraphon)
- 2007 Sopka BEST I.A., a.s.
- 2008 Zlatá edice-Laboratoř (Supraphon)